# A tizenkét pátriárka testamentuma
A tizenkét pátriárka testamentuma ószövetségi apokrif irat, amely Jákob pátriárka tizenkét fiának állítólag utolsó szavait tartalmazza.

## Keletkezési ideje, nyelve
Sokan nem fogadják el hitelesnek, és keletkezési idejét a Kr. e. 2. vagy 1. századra, mások a Kr. u. 2. századra teszik keletkezését.
Szövege örmény és szláv változatban maradt fenn, de a kumráni iratok közül is előkerült a műben lévő Lévi testamentumának több arám nyelvű töredéke is. A félrefordítások arra engednek következteni, hogy az eredeti szöveg héber nyelvű volt, de felvetődött az egyiptomi, esetleg keresztény eredet is. A könyv szemléletmódja azonban ellentmond az utóbbinak.
A könyv ismeretes volt Órigenész, Szent Jeromos, és Tertullianus előtt. Nyugat Európában csak a 13. században vált ismertté.

## Tartalma, nézetei
A műben Jákob pátriárka 12 fia végrendelkezik. A Ter:49-hez hasonlóan Jákob maga is tesz testamentumot, ahol saját és törzse életét meséli el. A fiak végrendeletében a zsidó nép jövendő sorsa is feltárul, néhány szövegrészt a prófétai és a királyi Messiás-várást jelzi.
Az ember esendő voltáról szólva a szerző a benne lakó gonoszléleknek tulajdonítja. Az univerzumot három részből állónak véli: vízből, fényből és Isten világából. Fontos szerepet ad az angyaloknak, és szellemtanával egyfajta dualizmust jelenít meg az igazság és a tévedés lelke között. Etikai nézetei hasonlítanak az Újszövetségi gondolatokhoz (szeretet fontossága), de kiemeli a törvénynek való engedelmességet is.

## A tizenkét pátriárka testamentuma magyar nyelven
- A XII pátriárka végrendeletei (ford. Ladocsi Gáspár) IN: Apokrifek (szerk. Vanyó László), Bp., Szent István Társulat, 1980, ISBN 963-360-110-x, 167–262. o.
- A 12 pátriarka testamentuma (magyar nyelven). churchofgod.hu. (Hozzáférés: 2015. szeptember 18.)